# Pareumenes polillensis
Pareumenes polillensis är en stekelart som beskrevs av Giordani Soika. Pareumenes polillensis ingår i släktet Pareumenes och familjen Eumenidae. Inga underarter finns listade i Catalogue of Life.